# Josef Graw (Physiker)
Josef Graw (* 21. September 1907 in Sommerfeld, Ostpreußen; † 23. Juni 1986) war ein deutscher Physiker.

## Leben
Zwischen 1931 und 1933 entwickelte Graw als Wissenschaftlicher Assistent eine verbesserte Radiosonde und revolutionierte die Wettervorhersagen.
1938 gründete Graw die Firma Dr. Graw Messgeräte in Berlin und entwickelte, die mit seinen Initialen JG versehenen, Wettersonden und Radiosonden, wie die Graw H-48, Graw H-50 und Graw M-60 (Morsesonde). 1938/39 entwickelte er die Kölzer-Graw-Sonde, die eine Teilung in Troposphäre und Stratosphäre ermöglichte. Er entwickelte den Graw’schen Sektor, der Messwerte in einer Trommel zu Morsezeichen umwandelte; daraus wurde 1942 die Grawsche Morsewalze.
1976 verkaufte er sein Unternehmen an Horst Schmidmer, der das Unternehmen als GRAW Radiosondes GmbH & Co. KG in Nürnberg weiterführte.
Graw war Mitglied der katholischen Studentenverbindung K.D.St.V. Borusso-Saxonia Berlin im CV.